# Groß-Zimmern
Groß-Zimmern é um município da Alemanha, situado no distrito de Darmstadt-Dieburg, no estado de Hesse. Tem 21,26 km² de área, e sua população em 2019 foi estimada em 14.622 habitantes.